# Верхний Телелюй
Ве́рхний Телелю́й — село Грязинского района Липецкой области. Административный центр Вехнетелелюйского сельсовета.
Возник в начале XVIII веке. В документах 1781 года отмечается как село с церковью. Нынешняя каменная Покровская церковь была построена в 1891 году (региональный ).
Название — по местоположению в верховье реки Телелюй.

## Население
| 2009 | 2010 | 2013 |
| ---- | ---- | ---- |
| 732  | ↘729 | ↗798 |